# Wietrzno (województwo zachodniopomorskie)
Wietrzno (dawniej:niem. Vettrin) – wieś w Polsce położona w województwie zachodniopomorskim, w powiecie koszalińskim, w gminie Polanów.
W latach 1975–1998 miejscowość administracyjnie należała do województwa koszalińskiego.

## Zabytki
- eklektyczny pałac z XIX w. z wewnętrznym dziedzińcem otoczonym trzema skrzydłami i budynkiem bramnym, wystrój w przeważającej części pierwotny. Pałac otoczny parkiem, przy wjeździe dwa pomnikowe dęby[3].